# Radmila Petrović
Radmila Petrović (født Radmila Miljanić 19. april 1988 i Nikšić, Jugoslavien) er en tidligere kvindelig montenegrinsk håndboldspiller, som spillede højre fløj for ŽRK Budućnost og for det montenegrinske landshold. Hun stoppede sin landsholdskarriere efter OL 2016. Hun stoppede efterfølgende også på klubplan, efter hendes graviditet i 2016.
Hun var med på Montenegros landshold, som vandt sølv ved OL 2012 i London og guld ved EM 2012 i Serbien. Hun var også på holdet ved VM i 2011, EM 2014 samt OL 2016.
På klubplan har hun vundet Champions League med ŽRK Budućnost i 2011-12 og 2014-15.
Hun blev gift med Vanja Petrović i juli 2013.